# Războiul polono-lituanian
Războiul polono-lituanian a fost un război între noul stat independent Lituania și Polonia după primul război mondial. Conflictul s-a declanșat în principal pentru controlul regiunii Vilnius (inclusiv orașul Vilnius, poloneză Wilno și a regiunii Suwałki (cu orașele Suwałki, Augustów și Sejny).